# Хітроу-Центральне (станція)
51°28′16″ пн. ш. 0°27′14″ зх. д. / 51.471° пн. ш. 0.454° зх. д.

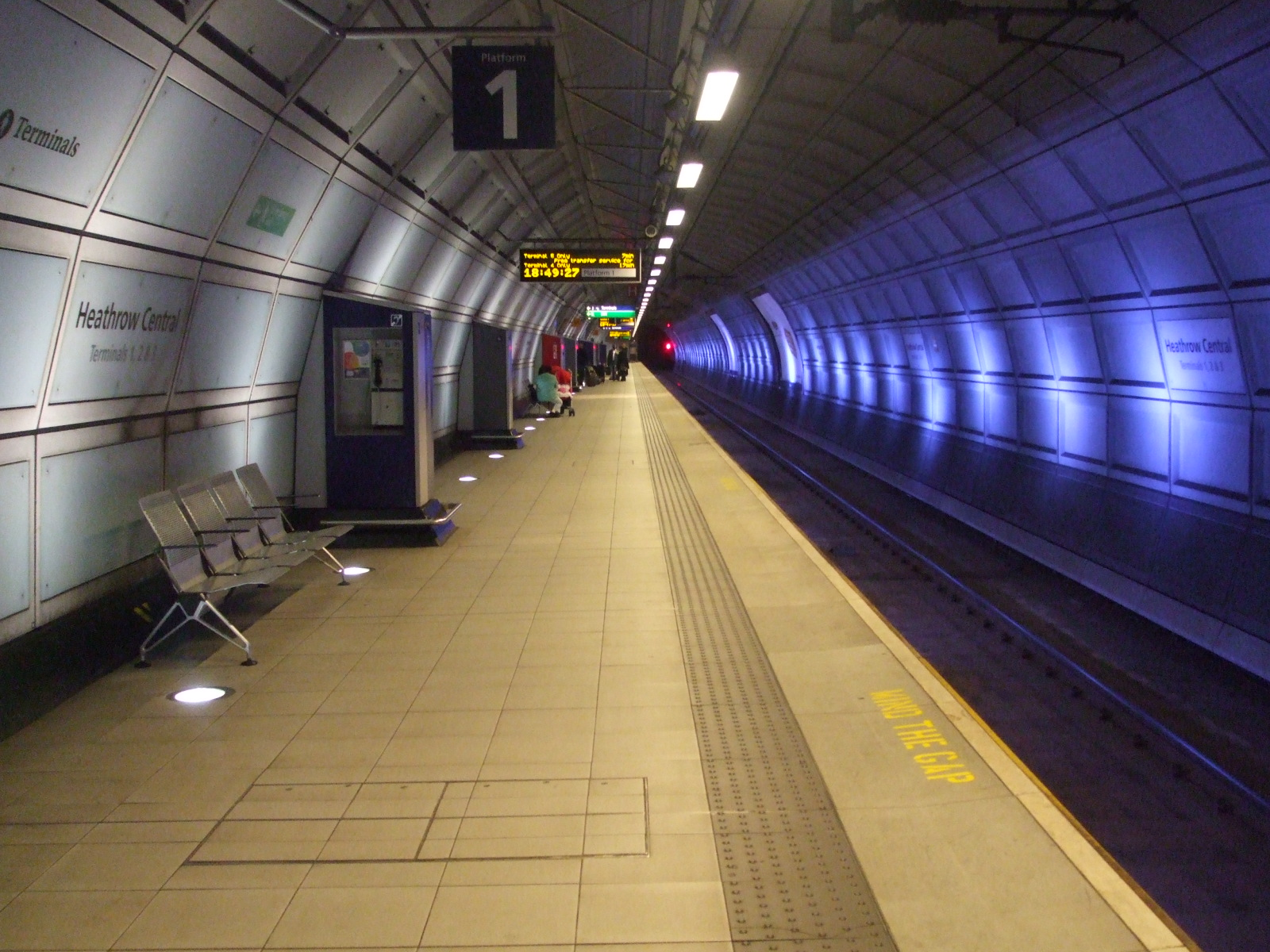
Платформа Хітроу-Центральне

Хітроу-Центральне (англ. Heathrow Central railway station) - залізнична станція обслуговує Термінали 2 та 3 (а також колишній термінал  1 наразі зачинений) аеропорту Хітроу, Лондон, Велика Британія. Розташована у 6-й тарифній зоні  (тільки TfL Rail), за 23.5 км від станції Паддінгтон.
Станція обслуговує потяги Хітроу-Експрес та Хітроу-Коннект що прямують до станції у центрі Лондона Паддінгтон.
Станцію відкрито 23 червня 1998 року разом з Heathrow Express

## Виходи та пересадки
Вихід до терміналу 2 та 3 аеропорту Хітроу. 
Пересадки: 
- на автобуси оператора London Buses №105, 111, 140, 285, A10, U3, експрес-маршрути 724 і X26 та нічний маршрут N9.
- Станція метро Хітроу-Термінали 2, 3

## Послуги
| Попередня станція | Лінія | Лінія                    | Лінія | Наступна станція     |
| ----------------- | ----- | ------------------------ | ----- | -------------------- |
| Паддінгтон        |       | Heathrow Express         |       | Хітроу-Термінал 5    |
| Хітроу-Термінал 4 |       | Crossrail Elizabeth line |       | Гайес-енд-Гарлінгтон |
| Хітроу-Термінал 5 |       | Crossrail Elizabeth line |       | Гайес-енд-Гарлінгтон |